# Yanet Acosta
Yanet Acosta Meneses (Garachico, Tenerife; 1975) es una escritora, profesora y periodista española.

## Biografía
Nació en Garachico (Santa Cruz de Tenerife) en 1975. Licenciada en Periodismo y Doctora cum laude en Historia del Periodismo por la Universidad Complutense de Madrid. Posgrado en Gestión de Redes Sociales por la Columbia University de Nueva York.
Actualmente imparte clases de grado y posgrado en Periodismo en la Universidad Rey Juan Carlos y es fundadora y directora académica del Máster de Comunicación y Periodismo Gastronómico de The Foodie Studies.
Ha trabajado como redactora en la Agencia EFE y ha colaborado con numerosos medios de comunicación, entre ellos El Mundo, Público y Sobremesa. Ha pasado temporadas en Japón, China y Estados Unidos y ha viajado por diversos países sobre los que ha escrito reportajes y artículos en la prensa. Es presidenta de la Asociación de la Prensa Gastronómica y Nutricional. Fue fundadora y directora del Curso de Periodismo Gastronómico y Nutricional de la Universidad Complutense de Madrid donde también impartió clases. Fue profesora de Máster para la cátedra Ferran Adrià de la Universidad Camilo José Cela.

## Obras
- Es autora de numerosas publicaciones académicas entre las que destaca Historia de la Información Agraria. Desde el siglo XVIII hasta la Agenda 2000 (2009, Ministerio de Medio Ambiente y Medio Rural y Marino).[10]
- Es autora de las novelas negras: El Chef ha Muerto (2011)[11] y Matar al padre (2016)[12] protagonizadas por el detective Ven Cabreira.
- No hay trabajo bueno (2013).
- Fundadora del fanzine gastronómico enCrudo.
- También ha publicado cuentos en antologías como La Vida es un Bar. Cuentos de Noche. Malasaña (2011, Amargord), 44 mundos a deshoras (2013, Editorial Adeshoras).
- Libro de relatos breves Noches sin sexo (2014, Editorial Adeshoras) ilustrado por Ariadna Acosta.
- También ha participado en la obra colectiva El mundo del vino (2013, Larousse).[13][14][15]

## Premios
- Primer premio del XXVII Premio Nacional Álvaro Cunqueiro.[16]